# Mário de Noronha
Mário de Lopez da Vasa César Alves de Noronha (* 15. Januar 1885 in Lissabon; † 9. Juli 1973 in São Sebastião da Pedreira) war ein portugiesischer Degenfechter.

## Erfolge
Mário de Noronha nahm an zwei Olympischen Spielen teil: 1924 schied er in Paris in der Halbfinalrunde der Einzelkonkurrenz aus, während er mit der Mannschaft als Viertplatzierter knapp einen Medaillengewinn verpasste. Bei den Olympischen Spielen 1928 in Amsterdam erreichte er mit der Mannschaft erneut die Finalrunde, die hinter Italien und Frankreich auf dem dritten Platz abgeschlossen wurde. Gemeinsam mit Paulo d’Eça Leal, Jorge de Paiva, Frederico Paredes, João Sassetti und Henrique da Silveira erhielt de Noronha die Bronzemedaille.